# Stade Roi-Pierre-Ier
Le stade Roi-Pierre-Ier (en serbe cyrillique : Стадион Краљ Петар Први, et en serbe latin : Stadion Kralj Petar Prvi), est un stade de football situé à Belgrade, en Serbie.